# 戴尔Dimension
戴尔Dimension系列是戴尔的家用和商用台式电脑产品系列。2007年，Dimension系列停产，取代Dimension低端机型的是戴尔 Inspiron系列，取代Dimension高端机型的则是戴尔Studio系列。

## 引用
1. ↑  . web.archive.org. 2002-04-04  [2022-05-08]. （原始内容存档于2002-04-04）.